# الغوطة (الرقة)
الغوطة قرية سورية تتبع ناحية مركز الرقة في منطقة مركز الرقة في محافظة الرقة. بلغ عدد سكانها 2163 نسمة في عام 2004 حسب إحصاء المكتب المركزي للإحصاء.

## تاريخ
شهد العديد من المظاهرات التي قامت في احتجاجات الثورة السورية 2011 مؤخرا مطالبا بالحرية وإسقاط النظام، كما تصدح فيه الأصوات دائما لمسانده الأحياء والمدن المحاصرة مقدمه اغلى ماعنده، قدم هذا الحي أربع شهداء فداء للوطن وللحريه حتى تاريخ 16/10/2011.

## وصلات خارجية
- مظاهرات حي الغوطة 1 على يوتيوب

- " مظاهرات حي الغوطة 2 على يوتيوب